# Pokémon Art Academy
Pokémon Art Academy est un jeu vidéo de dessin développé par Headstrong Games et édité par Nintendo, sorti en 2014 sur Nintendo 3DS.
Il s'agit d'une déclinaison d'Art Academy dans l'univers de Pokémon.

## Accueil
- Famitsu : 31/40[1]
- Nintendo Life : 8/10[2]